# Olympics de Détroit
Les Olympics de Détroit sont une franchise de hockey sur glace d'Amérique du Nord qui était basée à Détroit dans le Michigan aux États-Unis. 
L'équipe est fondée en 1927 pour jouer dans la Canadian Professional Hockey League ; deux ans plus tard, elle rejoint la Ligue internationale de hockey pour sa première saison. L'équipe des Olympics met fin à ses activités en même temps que la LIH en 1936 et déménage alors à Pittsburgh pour devenir les Hornets de Pittsburgh.

## Historique

### Histoire
L'équipe joue sa première saison en 1927-1928 dans la Canadian Professional Hockey League et termine à la deuxième place du classement derrière les Nationals de Stratford ; lors de leur seconde saison dans la ligue, les Olympics terminent à la première place de la saison régulière.
Après avoir rejoint la Ligue internationale de hockey, l'équipe termine une nouvelle fois en tête de la saison régulière en 1933-1934. Ils remportent le titre de champions également en 1934-1935 et 1935-1936, gagnant également ses années là les séries éliminatoires de la ligue. Au cours de la saison 1930-1931, le futur membre du Temple de la renommée du hockey, Frank Fredrickson, joue six rencontres avec l'équipe avant de prendre sa retraite.
Le 4 octobre 1936, l'équipe est vendue et rejoint la ville de Pittsburgh pour devenir les Hornets de Pittsburgh dans la Ligue américaine de hockey.

### Classements de l'équipe
| Saison    | Ligue | Classement | PJ | V  | D  | N  | BP  | BC  | P  | Commentaire         |
| --------- | ----- | ---------- | -- | -- | -- | -- | --- | --- | -- | ------------------- |
| 1927-1928 | CPHL  | 2e         | 42 | 24 | 14 | 4  | -   | -   | 52 | -                   |
| 1928-1929 | CPHL  | 1er        | 42 | 27 | 10 | 5  | 131 | 67  | 59 | -                   |
| 1929-1930 | LIH   | 4e         | 42 | 21 | 12 | 9  | 120 | 74  | 51 | -                   |
| 1930-1931 | LIH   | 6e         | 48 | 18 | 28 | 2  | 10  | 127 | 38 | -                   |
| 1931-1932 | LIH   | 4e         | 48 | 19 | 19 | 10 | 96  | 96  | 48 | -                   |
| 1932-1933 | LIH   | 5e         | 44 | 10 | 7  | 5  | 100 | 147 | 25 | -                   |
| 1933-1934 | LIH   | 1er        | 44 | 23 | 16 | 5  | 104 | 98  | 51 | -                   |
| 1934-1935 | LIH   | 1er        | 44 | 21 | 15 | 8  | 116 | 88  | 42 | Champion des séries |
| 1935-1936 | LIH   | 1er        | 47 | 26 | 18 | 3  | 127 | 101 | 55 | Champion des séries |